# La Défense des Gaules par Vercingétorix
La Défense des Gaules par Vercingétorix est un tableau réalisé en 1855 par le peintre français Théodore Chassériau. De format vertical, cette huile sur toile est une peinture d'histoire qui représente des Gaulois brandissant leurs armes, emmenés par Vercingétorix. Des soldats morts à leurs pieds, ils sont surplombés par des femmes agitées, montées sur des remparts.
L'œuvre est exposée au Salon de Paris l'année de sa création. Propriété du Fonds national d'art contemporain, elle se trouve depuis 1890 en dépôt au musée d'Art Roger-Quilliot, à Clermont-Ferrand, dans le Puy-de-Dôme.